# Giẻ cùi vàng
Urocissa whiteheadi là một loài chim trong họ Corvidae.